# Horizon Zero Dawn
Horizon Zero Dawn (укр. Горизонт: Нульовий світанок) — відеогра жанру Action/RPG, розроблена студією Guerrilla Games і видана Sony Interactive Entertainment 28 лютого 2017 року для PlayStation 4. 7 серпня 2020 року гра вийшла на платформі Windows. Продовження, Horizon Forbidden West, вийшло для PlayStation 4 і PlayStation 5 18 лютого 2022 року. Події гри переосмислені в Lego Horizon Adventures, реліз якої запланований на 2024 рік. Ремастер-версію, Horizon Zero Dawn Remastered, заплановано випустити для PlayStation 5 31 жовтня 2024 року.

## Ігровий процес
Гравець керує дівчиною на ім'я Елой, котра живе в постапокаліптичному світі. Щоб вижити і просуватися сюжетом, Елой повинна полювати на місцевих роботів, що замінюють тварин, майструвати спорядження, боротися з ворожими племенами. Світ гри поділений на кілька кліматичних зон, від яких залежить фауна і тамтешні племена. Місцями розміщені вогнища, біля яких зберігається прогрес. Маючи досить ресурсів, можливо миттєво переміститися від одного вогнища до іншого. За різні дії, а особливо виконання даних іншими персонажами завдань, отримується досвід, який підвищує рівень персонажа. З кожним рівнем збільшується здоров'я Елой, а також даються очки, які можна витратити на розвиток навичок.
Елой може одночасно мати швидкий доступ до чотирьох видів зброї або спорядження, як лікувальні трави. Усі знайдені речі складають до інвентарю, який можна відкрити в будь-який час, у тому числі в розпал бою, щоб взяти потрібну річ або призначити її до швидкого доступу. Доповнюючи зброю знайденими деталями, їм надається збільшення характеристик, як завдані ушкодження чи скорострільність. Разом з тим деталі тільки покращують вже наявні характеристики, не додаючи нових. Така зброя як луки може стріляти стрілами з різними властивостями. Деякі предмети поєднуються, утворюючи нові. Так, поєднавши палиці з металевими штирями, можна змайструвати стріли.
Елой має пристрій Візор, з допомогою якого можна підсвічувати ресурси і корисні предмети, бачити сліди, а також сканувати ворогів, щоб виявити їхні вразливі місця. Полюючи на роботів, гравець добуває деталі, які можна використати для майстрування корисних речей або продати. Існують як боязливі, так і агресивні роботи різних видів. Вони помічають Елой не лише зором, а також слухом. Різні дії та способи переміщення створюють різний рівень шуму. На відміну від реальних звірів, роботи можуть мати озброєння, в тому числі вогнепальне. Є змога не тільки вбити їх особисто, а також заманити у пастку. Залежно від того, яке місце ушкоджене, робот може зламатися, загорітися, знерухомитися, позбутися якихось можливостей. Непомітно підкравшись до робота, Елой здатна тимчасово взяти контроль над ним, щоб осідлати його або обернути проти ворогів. Якщо гравець знайде механічні лігва, де конструюються роботи, то зможе приручити їх.
В ігровому світі існує кілька великих міст і багато однотипних сіл. У них можна знайти торговців і отримати побічні завдання. В діалогах надається кілька варіантів відповідей, з яких зазвичай є три основних варіанти: агресивний, піддатливий і хитрий. В деяких місцях Візор дає змогу побачити як території виглядали в минулому і відшукати доступ до механізмів колишньої цивілізації. 

## Сюжет
Події розгортаються в далекому майбутньому, де люди після невідомої катастрофи живуть первісними племенами. Вони майже не пам'ятають минулого, називаючи колишню цивілізацію Древніми. Люди вірять, що світ створила Велика Матір, разом з людьми, тваринами і роботами, які живуть пліч-о-пліч. За переказами, Древні відвернулися від Великої Матері і стали поклонятися машинам, від чого й загинули.
Чоловік Раст, вигнанець племені Нора, виховує дівчинку-сироту. Коли їй виповнюється пів року, Раст приносить її до жриць, щоб ті визнали ім'я, яке він їй обрав — Елой. Жриця Тірса благословляє ім'я, та інші жриці обурені цим, вважаючи Елой вигнаницею, як і Раста, а тому негідною благословення. Минає шість років, Елой живе з Растом, але плем'я цурається їх. Одного разу дівчинка падає в підземелля, де знаходить пристрій Візор, який вказує різну інформацію. Завдяки йому Елой вибирається на поверхню, але оскільки інтерфейс Візора бачить тільки Елой, Раст не вірить розповідям вихованиці. Навчаючись полюванню, дівчинка бачить хлопця, котрий опинився серед роботів. Побачивши завдяки Візору шлях між ними, Елой рятує його. Проте плем'я не оцінює допомоги, тому дівчинка допитується в Раста чому до неї так ставляться. Той відповідає, що це можуть сказати тільки жриці. Аби поговорити з ними, необхідно спершу пройти ініціацію, щоб стати членом племені. Елой погоджується, хоч для цього потрібно роки тренувань.
Елой стає повнолітньою і скоро має пройти ініціацію. Раст застерігає — у племені вона муситиме допомагати усім, а не жити тільки для себе, як досі. До того ж останніми роками роботи стають все агресивнішими. Елой прибуває до селища, де її впізнає юнак, якого вона раніше врятувала, та забезпечує обладунками. На церемонію прибувають посли міста Меридіан, пропонуючи торгівлю. В натовпі Елой виявляє чоловіка Оліна, шукача старовини, який має інший Візор але уникає відвертого спілкування. Згодом невідома група атакує фіналістів ініціації, маючи на меті «вбити руду», тобто Елой, але Раст рятує її ціною власного життя. Дівчину забирають жриці, Тірса розповідає, що Елой народила сама Велика Матір — дівчинку було знайдено в підземеллях Древніх. Тому одні вважали її даром, а інші — прокляттям. Система безпеки показує схожість Елой з якоюсь жінкою, однак не пропускає її, бо вона не має потрібних даних. Тірса радить знайти відповіді в Меридіані, звідки прийшли вбивці.
Дівчина вирушає до міста, дорогою навчаючись полювати на нових роботів і приборкувати їх. Вона натрапляє на автоматизовані підземні комплекси, де створюються роботи, та навчається використовувати їх для захоплення контролю над машинами. Зрештою Елой дістається до Меридіана, де зустрічає Оліна. Той розповідає про культ Затемнення, що поклоняється демону Аїду, який робить роботів злими. Зібравши відомості про замовників свого вбивства, дівчина знаходить залишки будівлі корпорації Faro Automated Solutions. Тисячу років тому вона виробляла військових роботів, винайдених Тедом Фаро, здатних самовідтворюватися за рахунок поглиненої біомаси. Там Елой дізнається про свою схожість із доктором Елізабет Собек. Вона знайомиться із чоловіком Сайленсом, що цікавиться минулим. Дослідник ділиться тим, що дізнався — саме Собек зупинила роботів проєктом «Світанок з нуля» (Zero Dawn), поки вони не поглинули всю біомасу. Сайленс підказує знайти додаткові відомості в Командуванні роботів.
Елой у своїх подорожах дізнається, що Собек перебувала в Центрі орбітальних запусків у штаті Юта. Сайленс розповідає, що це місце розташоване під Цитаделлю, центром культу Затемнення. Пробравшись туди, Елой бачить велетенського робота, легендарного демона машин, якому начебто поклонялися Древні. Елой розслідує, що «Світанок з нуля» був покликаний не зупинити роботів — на це не лишалося часу. Це була система підземних сховищ даних і станцій клонування, керованих штучним інтелектом Геєю (GAIA). Коли життя на поверхні було знищене роботами Faro, Гея здійснила багаторічні обчислення задля зламу роботів, після чого впродовж 300 років відновила природу власними машинами, які й досі продовжують цей процес. Її модулі було названо за іменами богів давньогрецького пантеону, зокрема Аполлон мав дати відновленій цивілізації всі знання старого людства. Саме Гею і шанують тепер як Велику Богиню, але з нею і додатковими модулями щось сталося. Елой дістається до кабінету Елізабет, звідки завантажує на свій Візор дані, потрібні для доступу до місця її народження. Однак, її захоплює в полон лідер Затемнення, Геліс.
Геліс кидає Елой на арену Меридіана, де примушує битися з роботами, а плем'я Нора наказує винищити, щоб дістатися до підземель Древніх на його території. Дівчину рятує Сайленс з допомогою приборканих роботів. Вона встигає прибути на допомогу вцілілим членам племені та відбити напад Затемнення. Вона дізнається, що Тірса дозволила сховатися в підземеллях, чим і врятувала їх. Тепер система безпеки пропускає Елой. Дівчина опиняється на станції клонування, де Елой з'явилася на світ 3021 року. Там штучний інтелект вирощував і виховував дітей, готуючи їх до виходу на поверхню. Як з'ясовується, Аполлон чомусь був зламаний і діти вийшли у світ, не отримавши знань. Із записів стає ясно, що ресурси сховища вичерпалися і Елой стала останнім клоном, аварійно виведеним зі станції клонування. Дослідивши підземелля, Елой отримує послання від Геї. Штучний інтелект повідомляє, що якесь стороннє втручання зробило її модулі самостійними сутностями, порушивши цим програму відновлення цивілізації. Модуль Аїд намагався захопити контроль на програмою «Світанку з нуля», що призвело б до загибелі світу. Тому Гея підірвала свій основний реактор, знищивши Аїда, але позбавивши себе живлення і заблокувавшись. Як наслідок модулі «Світанку з нуля» стали діяти хаотично. Для вирішення цієї проблеми Гея і створила заздалегідь клона Елізабет — Елой. Вона, маючи ДНК Елізабет, повинна знайти інші сховища і вручну зняти блокування з Геї. Та перед цим Аїд спробував завадити виконанню плану, стерши реєстр, що й не давало одразу увійти до сховища.
Повернувшись, Елой пояснює жрицям свою місію зрозумілою їм мовою: що богиня обрала її зняти прокляття з Великої Матері та вбити демона машин. Дівчина вирушає до ядра Геї, де знаходиться кабінет Собек. Виявляється, вона загинула, закриваючи двері комплексу ззовні. В глибині комплексу є і запис про смерть керівників «Світанку з нуля». Один з них, Тед Фаро, вирішив убезпечити майбутнє людство від помилок своєї цивілізації, стерши Аполлона і вбивши всіх останніх людей. Сайленс зізнається, що колись знайшов і поремонтував робота, який поділився з ним знаннями. Цей робот і був уцілілим Аїдом, котрий утворив культ Затемнення для другої спроби захоплення контролю над «Світанком з нуля». Його програмою було повернення світу до початкового безжиттєвого стану, якщо щось піде не так, щоб «Світанок з нуля» почався заново. Елой вирушає на пошуки Аїда.
Затемнення реактивовує роботів минулого, спрямовуючи їх на Меридіан. Геліс виявляється в місті, щоб зломити його зсередини. Елой сходитися з ним у двобої та вбиває його. Роботи доставляють носій Аїда до шпиля Геї, звідки Аїд захоплює контроль над усіма роботами Faro, похованими в землі. Вони починають поглинати біомасу, ремонтуючи себе. Елой знищує охорону Аїда і його ядро. Підійшовши до залишків Аїда, вона вмикає інтерфейс, з якого знімає блокування Геї. Роботи вимикаються, всі, хто був на полі бою, святкують перемогу на зеленому схилі гори.
Подорожуючи врятованим світом, Елой знаходить броню Елізабет і чує її послання про те, що будь-яке знання марне, коли не робить світ кращим. За якийсь час Сайленс забирає Аїда на новий носій зі словами, що хоче довідатися все, що він знає.

## Завантажувані доповнення
Frozen Wilds (укр. Морозні дичавини) — випущене 6 листопада 2017, додає північний засніжений регіон, населений племенем Банук і новими видами роботів. Подорожуючи цими землями, Елой може освоїти нові навички, знайти додаткове спорядження та дізнатися як модуль Гефест підвищив агресивність роботів, оскільки люди полюють на них. Вирушити в регіон рекомендується після завершення основного сюжету.
У подіях доповнення Елой дізнається про зростання агресії роботів навколо гір, де мешкає плем'я мисливців бануків, і появу дивного диму. Вирушивши на допомогу, Елой довідується від вождя Аратака, що плем'я намагалося битися з демоном Громовим Барабаном, але програло і загубило його сестру, шаманку Урею. В пошуках шаманки Елой натрапляє на вежі, біля яких роботи заражаються шкідливою програмою та стають агресивніші. Їй вдається розшукати Урею в споруді, де міститься штучний інтелект, охоронець гір, якого бануки називають Духом. Удвох вони вирішують врятувати Духа, та шаманка наполягає, що головна небезпека надходить від Громового Барабана. Тому вона просить Елой скинути Аратаку, котрий відмовляється продовжувати нападати на Громового Барабана.
Елой кидає виклик Аратаку, але під час їхнього змагання нападають роботи. Обоє об'єднуються, щоб відбити напад, і Аратак, вражений бойовою майстерністю Елой, добровільно поступається їй владою. Тепер Елой, Урея та Аратак вирушають до Громового Барабана. На шляху вони дізнаються, що Дух є штучним інтелектом під назвою CYAN, котрий запобігає виверженню кальдери Єллоустоуна.
Пробираючись углиб кальдери, трійця бачить, що Громовий Барабан зіпсував більшість запобіжних пристроїв, а CYAN спрямовує лаву на території, зайняті зараженими роботами. Героям вдається довідатися, що Громовий Барабан насправді є модулем Геї, Гефестом, який намагається завадити людям полювати на роботів. Група спершу береться убезпечити Гефеста, а потім Урея жертвує собою, щоб ядро CYAN встигло перенести дані в допоміжний центр обробки даних у святилищі бануків. Таким чином, кальдера стабілізується, Елой і Аратак повертаються в святилище, де CYAN попереджає, що Гефест все ще десь активний і продовжує створювати армію вороже налаштованих роботів. Елой передає владу Аратаку та вирушає далі.

## Оцінки й відгуки
| Агрегатор  | Оцінка |
| ---------- | ------ |
| Metacritic | 89/100 |

| Видання                   | Оцінка      |
| ------------------------- | ----------- |
| Destructoid               | 7.5/10      |
| Edge                      | 9/10        |
| Electronic Gaming Monthly | 9/10        |
| Game Informer             | 8.75/10     |
| GameSpot                  | 9/10        |
| GamesRadar+               | 4.5/5 зірок |
| Giant Bomb                | 5/5 зірок   |
| IGN                       | 9.3/10      |
| Polygon                   | 9.5/10      |
| VideoGamer.com            | 8/10        |

Horizon Zero Dawn отримала переважно схвальні відгуки та оцінки, зібравши на агрегаторі Metacritic 89 балів зі 100. Найбільших похвал удостоїлися відкритий світ, оповідь, графіка і механіка бою, дизайн роботів і образ Елой. Певної критики зазнала анімація облич і побічні квести. Вже за перші два тижні продажі перевищили 2,6 млн копій, що зробило Horizon Zero Dawn найуспішнішою грою, виданою Sony для PlayStation 4. До лютого 2018 року світові продажі склали 7,6 млн копій, а в лютому 2022 перевищили 20 млн.
Філіп Коллар з Polygon відгукнувся про гру: «Horizon Zero Dawn пронизана енергією команди творців, якій нарешті дали вивчити щось нове. Вона побудована зі складових відкритого світу і майстрування, які ми вже бачили раніше, але подає їх в такому глибокому контексті, а стиль і сетинг виглядають дуже свіжими».
Люсі О'Браян з IGN відзначила, що «Horizon Zero Dawn змішує свої численні живі частини з блиском і майстерністю. Основне заняття у ній — бій — надзвичайно приємний завдяки різноманітному дизайну і поведінці машинних істот, що бродять землями, кожну з яких слід побороти, уважно обдумуючи», а історія вдалася «завдяки центральній таємниці, що веде мене углиб кролячою норою до щиро несподіваного і зворушливого висновку».
Джефф Гертсман з Giant Bomb високо оцінив гру: «Horizon Zero Dawn знайома, а в той же час дійсно свіжа […] Загалом, це велика гра, це найсильніший реліз Guerrilla дотепер, і я підозрюю, повернуся до неї, щоб завершити побічні пригоди і завдання, що лишилися, аби тільки провести ще трохи часу в тому світі».
Пітер Браун з GameSpot відгукнувся: «Це перший відхід від серії Killzone для розробників з Guerrilla Games, і хоча ви можете подумати, що команда взяла на себе ризик, виходячи зі своєї зони комфорту шутерів від першої особи, щоб створити відкритий світ з екшном від третьої особи, ви ніколи не здогадаєтеся, це він був першим. На кожний невеликий недолік є елемент величі, який розпалює ваше бажання продовжувати боротьбу і досліджувати красивий і небезпечний світ „Світанку з нуля“. Guerrilla Games дала одну з найкращих ігор з відкритим світом цього покоління, і заразом перевернула свою репутацію».